# Andwil
Andwil je obec na východě Švýcarska v kantonu St. Gallen. Žije zde přibližně 2 000 obyvatel.

## Geografie
Andwil leží severně od města Gossau, asi 8 kilometrů severozápadně od kantonálního hlavního města St. Gallen. Kromě stejnojmenné vesnice patří k obci ještě vesnice Oberarnegg, Fronackeren a Hinterberg a také Andwilermoos. Roku 1806 postoupil vesnici Arnegg Gossau. Naopak roku 1919 získal osadu Matten výměnou za usedlosti Fronackeren, Hölzli, Landegg a Neuegg, které byly postoupeny Gossau. 
Sousedními obcemi jsou Gossau, Gaiserwald a Waldkirch.

## Historie

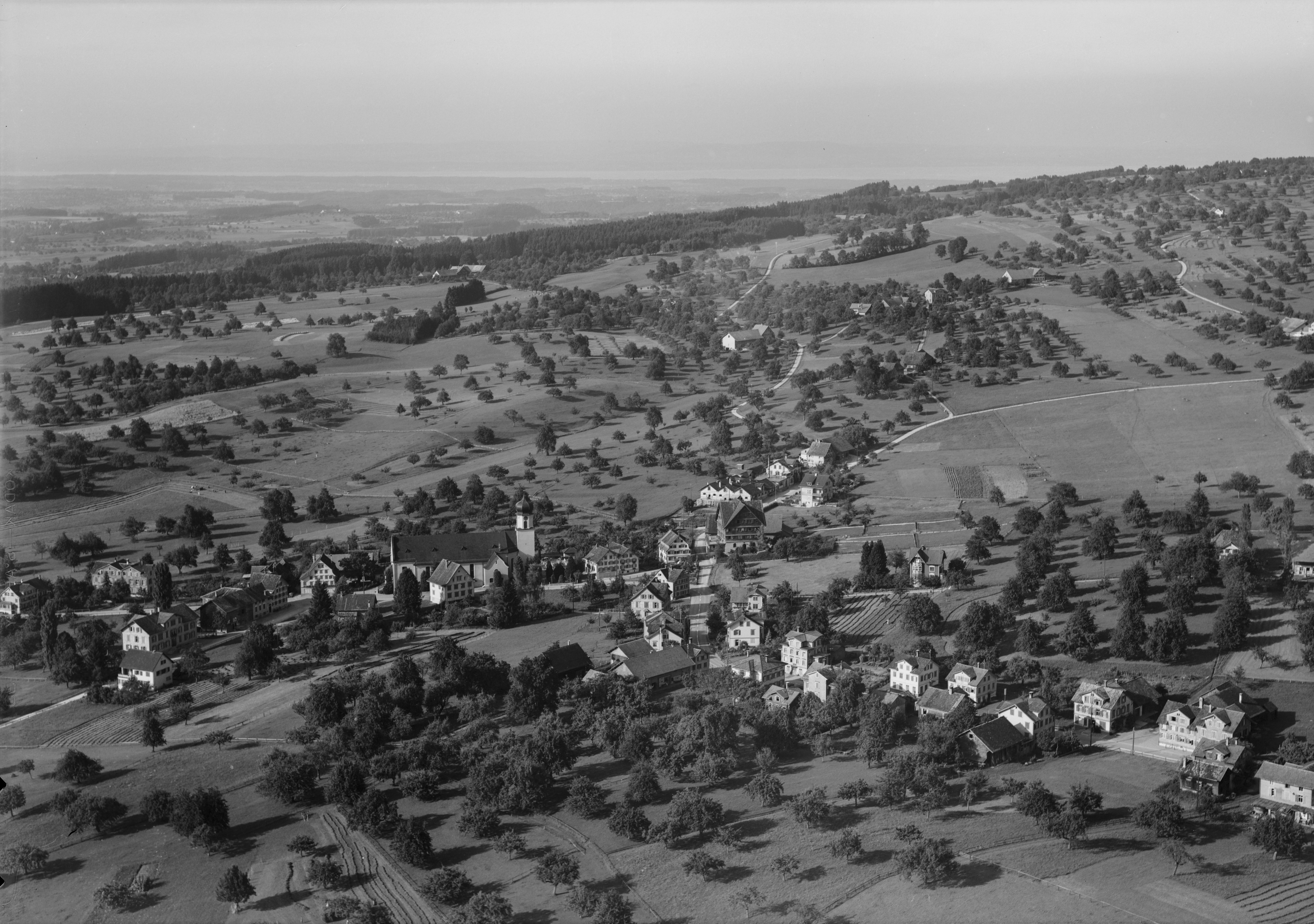
Letecký pohled (1954)

První písemná zmínka pochází již z roku 846 pod názvem Anninwilare. Doložená historie Andwilu začíná na počátku 13. století. V roce 1470 byl Andwil a jemu podléhající vesnice prodány špitálu Heilig-Geist-Spital v St. Gallenu. V důsledku sankcí, uvalených na klášter Rorschach, se Andwil stal v roce 1490 spolkovým majetkem, ale poté byl prodán zpět opatovi ze St. Gallenu.
Kusé kameny ze zříceniny hradu Andwil byly v roce 1732 použity na stavbu farního kostela a Kreuzfirst-Riegelhaus „Hirschen“. V témže roce je v dokumentu poprvé zmíněna andwilská škola. Samostatná politická obec Andwil byla ustavena 21. června 1803. Kaple svaté Markéty jižně od obce, připomínaná v roce 1522, byla v roce 1860 kompletně přestavěna.

## Obyvatelstvo

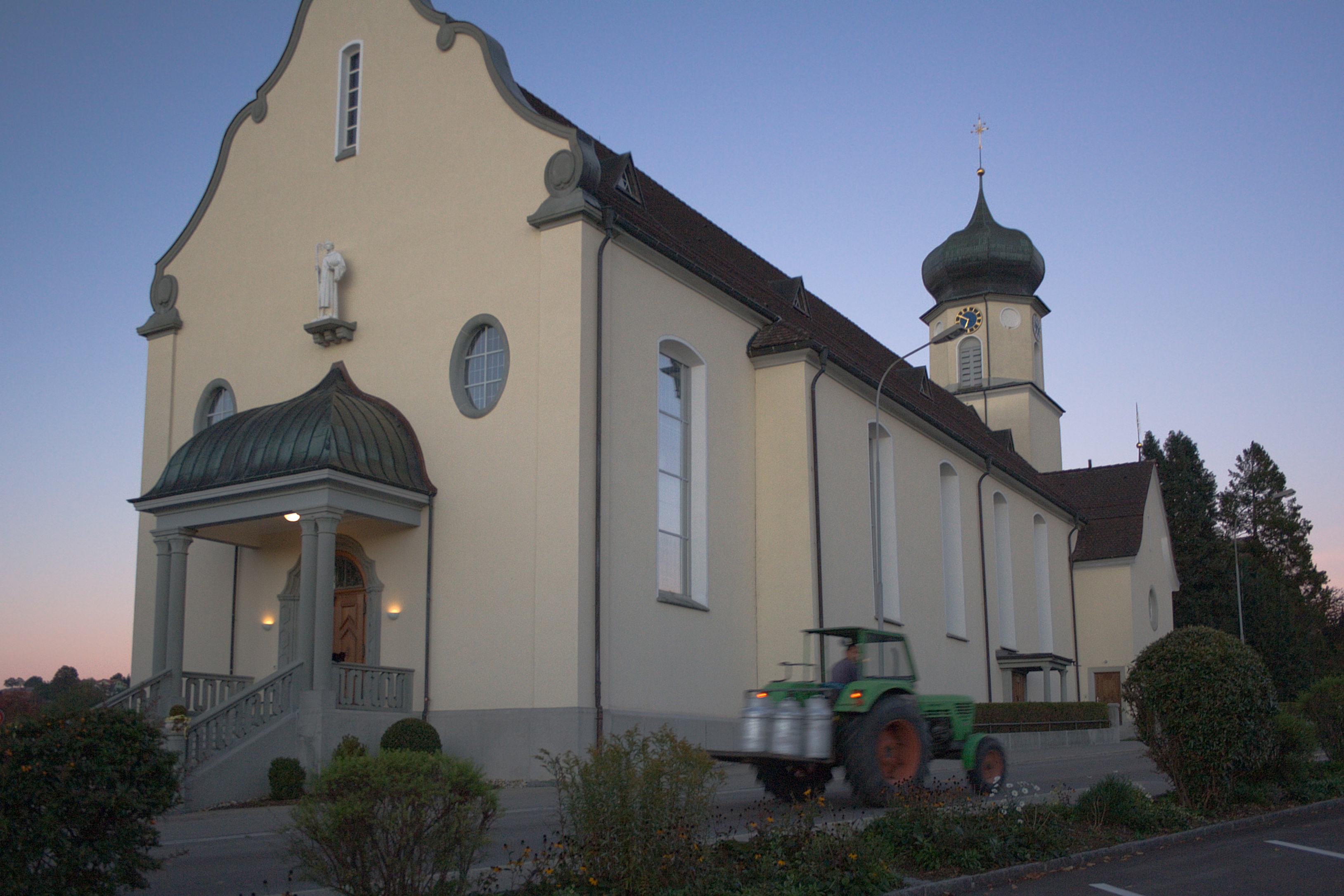
Katolický kostel

| Vývoj počtu obyvatel | Vývoj počtu obyvatel | Vývoj počtu obyvatel | Vývoj počtu obyvatel | Vývoj počtu obyvatel | Vývoj počtu obyvatel | Vývoj počtu obyvatel | Vývoj počtu obyvatel | Vývoj počtu obyvatel |
| -------------------- | -------------------- | -------------------- | -------------------- | -------------------- | -------------------- | -------------------- | -------------------- | -------------------- |
| Rok                  | 1850                 | 1900                 | 1950                 | 1980                 | 2000                 | 2010                 | 2019                 |                      |
| Počet obyvatel       | 571                  | 795                  | 810                  | 1225                 | 1557                 | 1872                 | 1999                 |                      |

## Doprava
Obec se nachází mimo hlavní dopravní tahy, nejbližší železniční stanice je v sousední vesnici Arnegg. Křižovatka Gossau na dálnici A1 (Curych – St. Gallen) se nachází asi 4 km od obce.